# Mapa za haranje
Mapa za haranje je izmišljeni predmet koji se pojavljuje u seriji romana o Harry Potteru britanske spisateljice J. K. Rowling.
Mapa za haranje je mapa koju su napravili Remus Lupin, Peter Pettigrew, Sirius Black, i James Potter (poznati kao Harači) za vrijeme svog školovanja u Hogwartsu. Uz pomoć svojih saznanja o Hogwartsu koja su Harači prikupili dok su noću lutali po dvorcu i okolici (Black, Potter i Pettigrew prerušeni u animaguse, a Lupin u vukodlaka) u tijeku svog sedmogodišnjeg školovanja, uspjeli su napraviti svoju mapu Hogwartsa koju su nazvali Mapa za haranje. Mapa nosi imena svojim tvoraca, četiri Harača, koji su se potpisali svojim nadimcima, usko vezanim za životinje u koje se pretvaraju: Lunac (Remus Lupin), Parožak (James Potter), Tihotap (Sirius Black) i Crvorep (Peter Pettigrew). 
Na prvi pogled, Mapa izgleda kao običan komad pergamenta, ali kada osoba koja posjeduje Mapu, izgovori frazu: "Svečano prisežem da nemam dobre namjere", tinta počne ispisivati tekst po pergamentu. Prvo se ispišu imena tvoraca Mape, a zatim se počnu ucrtavati svi hodnici Hogwartsa (uključujući i tajne prolaze i prostorije), kao i okolica dvorca. mapa također otkriva načine kako doći do neke prostorije ili tajnog prolaza (uključujući lozinke). Osim hodnika i prostorija, Mapa pokazuje i ljude koji se nalaze u Hogwartsu u tom trenutku kao i svako njihovo kretanje kroz dvorac i po ucrtanoj okolici. Jedina prostorija čije tajne Mapa za haranje ne otkriva je Soba potrebe. To je otkrio Harry na svojoj šestoj godini u knjizi Harry Potter i Princ miješane krvi, kada je slijedio Draca Malfoyja, te je utvrdio da Mapa uopće ne prikazuje njegovu lokaciju (iako je bio u Sobi potrebe). Ova činjenica navodi na sumnju da Harači možda nisu znali za tu prostoriju. Nakon što osoba koja posjeduje Mapu, prouči i pogleda što joj treba, frazom Huncatarija izvedena zatvara Mapu i sve što je pisalo na njoj se briše. na taj način je Mapa zaštićena da se njome ne koristi netko tko ne zna njenu tajnu.
Harry je dobio Mapu za haranje od Freda i Georga Weasleyja na svojoj trećoj godini u Harry Potteru i zatočeniku Azkabana. Weasleyjevi su je ukrali iz ureda Argusa Filcha kada su bili na svojoj prvoj godini. Od trećeg romana, mapa se stalno pojavljuje, te često igra ključne uloge.
U Harry Potteru i zatočeniku Azkabana, profesor Snape pronalazi Mapu kod Harryja i na silu pokušava otkriti tajne koje krija Mapa, ali ne uspijeva. Naprotiv, Mapa ga uz to počinje vrijeđati i ismijavati ga. Profesor Lupin stiže i uzima Mapu kako bi je istražio ali je kasnije vraća Harryju. Snape je i dalje uvjeren da je Mapa puna crne magije, najvjerojatnije zbog toga što je prepoznao njene tvorce. 
Mapa, izgleda, ima mogućnost razmišljanja i pamćenja, te zadržava osobine svojih tvoraca kao i Razredbeni klobuk. Određene grupe čitatelja knjige, smatraju Mapu za haranje Voldemortovim horkruksom.
Za razliku od knjige, gdje je Mapa komad pergamenta, u filmskoj verziji Harry Pottera i zatočenika Azkabana, mapa iozgleda kao omot, koji otkriva puno više drugih stranica. Mapa u filmu je mnogo složenija, čak su dodane stranice koje se kreću kako bi se vjerno prikazale pokretne stube u Hogwartsu.